# Asplenium prionitis
Asplenium prionitis är en svartbräkenväxtart som beskrevs av Kze. Asplenium prionitis ingår i släktet Asplenium och familjen Aspleniaceae. Inga underarter finns listade.